# Марио
Марио је мушко име које порекло води од имена Мариус (лат. Marius), а које се користи пре свега у Немачкој, Италији, Португалији Хрватској и Шпанији. Име је посвећено римском богу рата Марсу, а уједно представља и варијацију која има основе у латинској речи „мас“, „марис“ (мађ. mas, maris), што значи: „мушки“ или „ратник“, мада се помиње и да је основа имена реч „мар“ (мађ. mar), што значи: „са мора“. У прилог овоме говори и податак да је у Србији ово име изведено од имена Марина. Може бити и варијанта имена Марк. Шпанско име Марио има значење „ратовати“.

## Имендан
Мађарски облик је Márió и имендан се у тој земљи слави 19. јануара. Имендан се слави и у Естонији 19. децембра.

## Познате личности
- Марио Маскарели, сликар и графичар (1918–1996).
- Марио Андрети возач формуле 1,
- Супер Марио – личност из видео игара.

## Популарност
Ово име је популарно у више земаља. На пример у САД је ово име од 1900. увек било међу првих 400, а од 1960. па до 2007. међу првих двеста имена по популарности. У Норвешкој је 2008. било међу првих петсто, у Чилеу је од 1990. до 1992. било међу првих педесет, а од 2000. до 2003. било међу првих сто, у Мађарској је 2004. и 2005. било међу првих деведесет, као и у Словенији од 1993. до 2000. године, а у Шведкој је од 1998. до 2003. било међу првих 350. И у Хрватској је током 20. века било веома популарно, посебно седамдесетих и осамдесетих година и то много чешће међу Хрватима него Србима. Најчешће се јавља у Загребу, Сплиту и Осијеку.